# Bracteantha
Bracteantha é um género botânico pertencente à família Asteraceae.